# Église Notre-Dame de Laeken (XIIIe siècle)
Pour l'église actuelle voir Église Notre-Dame de Laeken
L'ancienne église Notre-Dame ou la chapelle Notre-Dame (en néerlandais : Onze-Lieve-Vrouwekapel), située à Laeken, ancienne commune intégrée à la ville de Bruxelles en Belgique, est une ancienne église de style gothique aujourd'hui désaffectée dont il ne subsiste que le chœur à la suite de la construction de la nouvelle église Notre-Dame de Laeken, consacrée en 1872.

## Localisation
L'ancienne église Notre-Dame de Laeken se situe au milieu du cimetière de Laeken, équivalent belge du cimetière du Père-Lachaise,.
Elle se dresse à cinquante mètres à peine au nord-ouest de la nouvelle église Notre-Dame de Laeken de style néogothique, dans l'axe du square du Cardinal Cardijn, à peu de distance de l'avenue du Parc Royal, du square du 21 juillet (qui abrite le Mémorial Reine Astrid) et du Domaine royal.

## Historique

### Origines
La plus grande incertitude plane sur les origines de l'ancienne église de Laeken. On a ainsi attribué sa consécration au pape Léon III, qui l'aurait bénite lorsqu'il vint dans cette région avec l'empereur Charlemagne en 803 ou 804. Selon d'autres auteurs dont les thèses ont été relayées par des inscriptions placées dans l'église, celle-ci aurait été fondée par les deux sœurs d'un noble allemand mort en combattant les Normands en 895, un prétendu Hugo, duc de l'Almagne et de Loraine.
Bien que certains auteurs aient daté cette église du Xe siècle, elle ne remonte qu'au XIIIe siècle.
Une légende relative à la construction de l'église veut que les ouvriers constatèrent à trois reprises que les murs qu'ils avaient élevés la veille avaient été renversés. Des gardes chargés de découvrir la cause de ces dégâts virent la Vierge Marie, accompagnée de sainte Barbe et de sainte Catherine, descendre du ciel et renverser une quatrième fois les fondements de l'église. La Vierge leur indiqua la forme et la grandeur que devait avoir le nouveau temple, et ordonna de placer le maître-autel non à l'est mais au sud. Elle leur remit un fil qui traçait le plan de l'église : selon cette légende, c'est donc la Vierge qui aurait ordonné sa curieuse orientation nord-sud à l'édifice
Ce fil fut volé en 1633 par trois déserteurs. Le principal d'entre eux, George Volmaer, fut arrêté et, sous la torture, indiqua où le fil avait été caché. Il fut fouetté devant l'église puis amené à Bruxelles où on l'écartela après lui avoir brûlé la main droite.

### Destruction

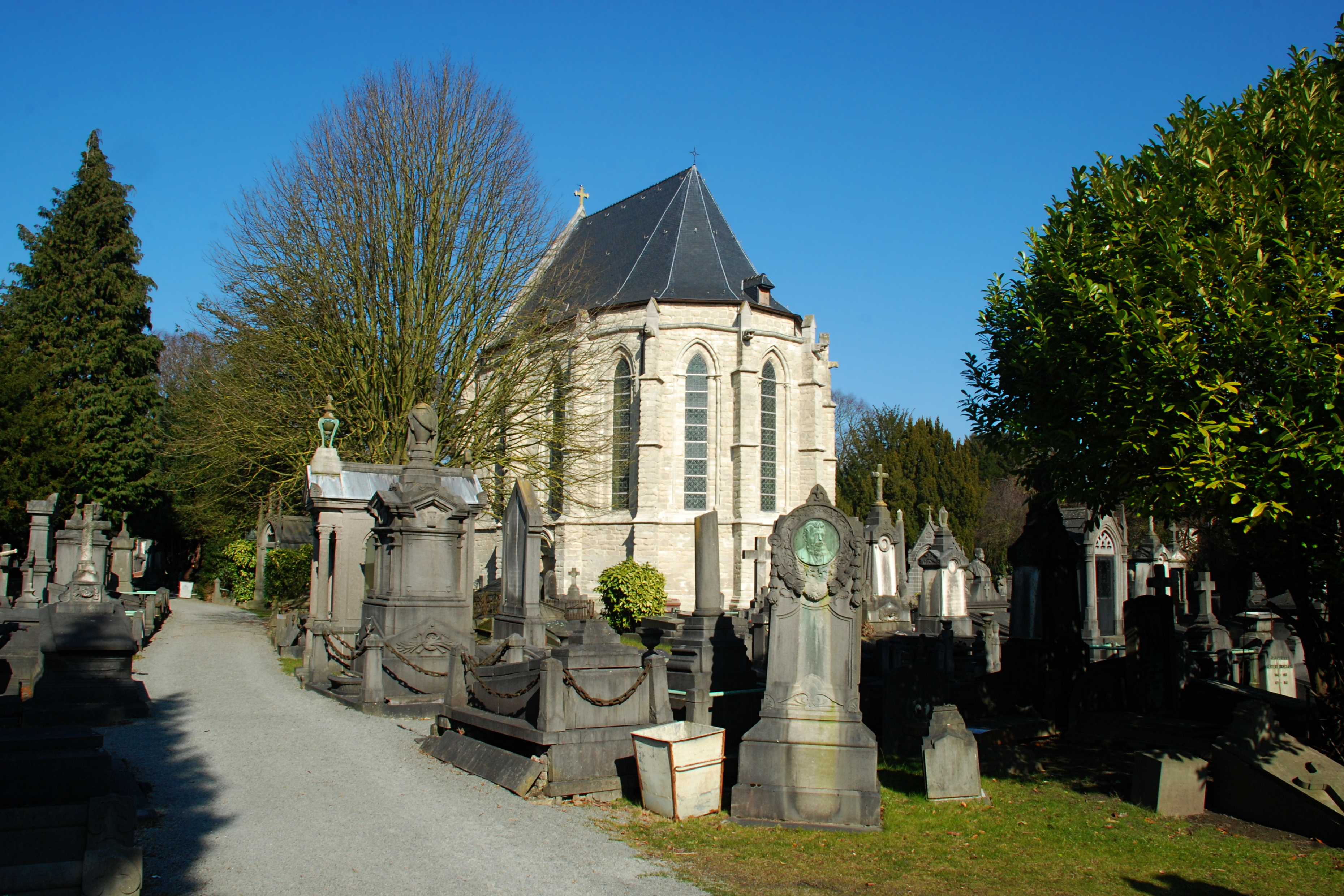
L'ancienne église au milieu du cimetière.

Le 17 octobre 1850, Louise d'Orléans (1812-1850), première reine des Belges et épouse du roi Léopold Ier, est ensevelie dans un caveau dans la chapelle Sainte-Barbe attenante au bras gauche du transept de l'église Notre-Dame.
Le roi décide alors de faire construire, juste à côté, une nouvelle église (l'actuelle église Notre-Dame de Laeken) à la mémoire de sa compagne chérie,.
Après la consécration de la nouvelle église en 1872, la fabrique d'église propose en 1873 de garder une partie de l'édifice pour servir de chapelle pour divers usages comme le catéchisme, ainsi que pour garder un souvenir de l'ancien sanctuaire. Les délégués de la Commission royale des monuments visitent alors l'église et suggèrent, si l'administration supérieure décide la conservation du chœur de l'église, de conserver également le transept (qui date du XIVe siècle) et même la tour, de façon à former un ensemble pittoresque que l'on pourrait fermer simplement par un mur tapissé de lierre.
Cette proposition n'est pas retenue : on ne conservera donc que le chœur (en raison de son intérêt archéologique), qui sera alors fermé par une façade néogothique,.

## Statut patrimonial
Le chœur de l'ancienne église Notre-Dame de Laeken est classé comme monument depuis le 9 mars 1936 sous la référence 2043-0008/0. 
L'édifice, désaffecté depuis 1850, accueille depuis 2004 quelques activités culturelles,.

## Architecture
L'architecture appartient au style gothique, et plus précisément au style gothique primaire brabançon.
Avant sa destruction partielle, l'église présentait un plan en forme de croix latine.
Le chevet est dirigé vers le sud, contrairement à l'usage général qui veut que le chevet soit "orienté" c'est à-dire dirigé vers l'est, mais conformément à la légende racontée plus haut.
D'une élégance remarquable, le chevet se compose de deux travées et d'une abside à cinq pans. Il est percé de neuf hautes fenêtres en forme de lancette ornées de fines colonnettes dont les chapiteaux, très détériorés, étaient ornés de feuilles d'acanthe,. Ces chapiteaux portent une archivolte orné d'un tore de la même épaisseur que les colonnettes.
Les murs du chevet, édifiés en moellons, présentent à leur base un soubassement qui fait saillie et est surmonté d'une moulure saillante. 
Ils sont rythmés par des contreforts largement profilés, de profondeur décroissante et terminés par des pinacles portant des gargouilles très originales, et reliés entre eux par une corniche torique.

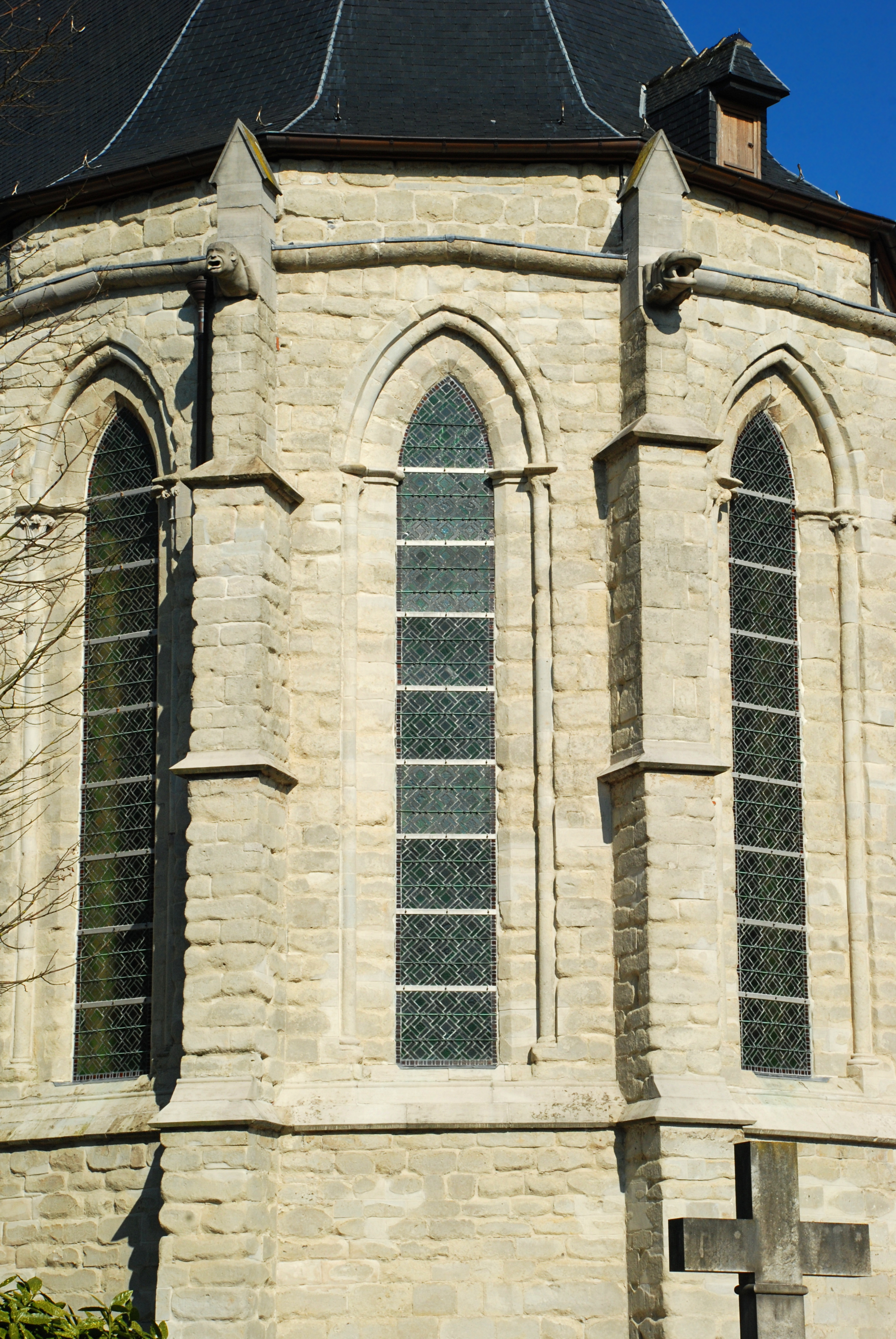
Lancettes.
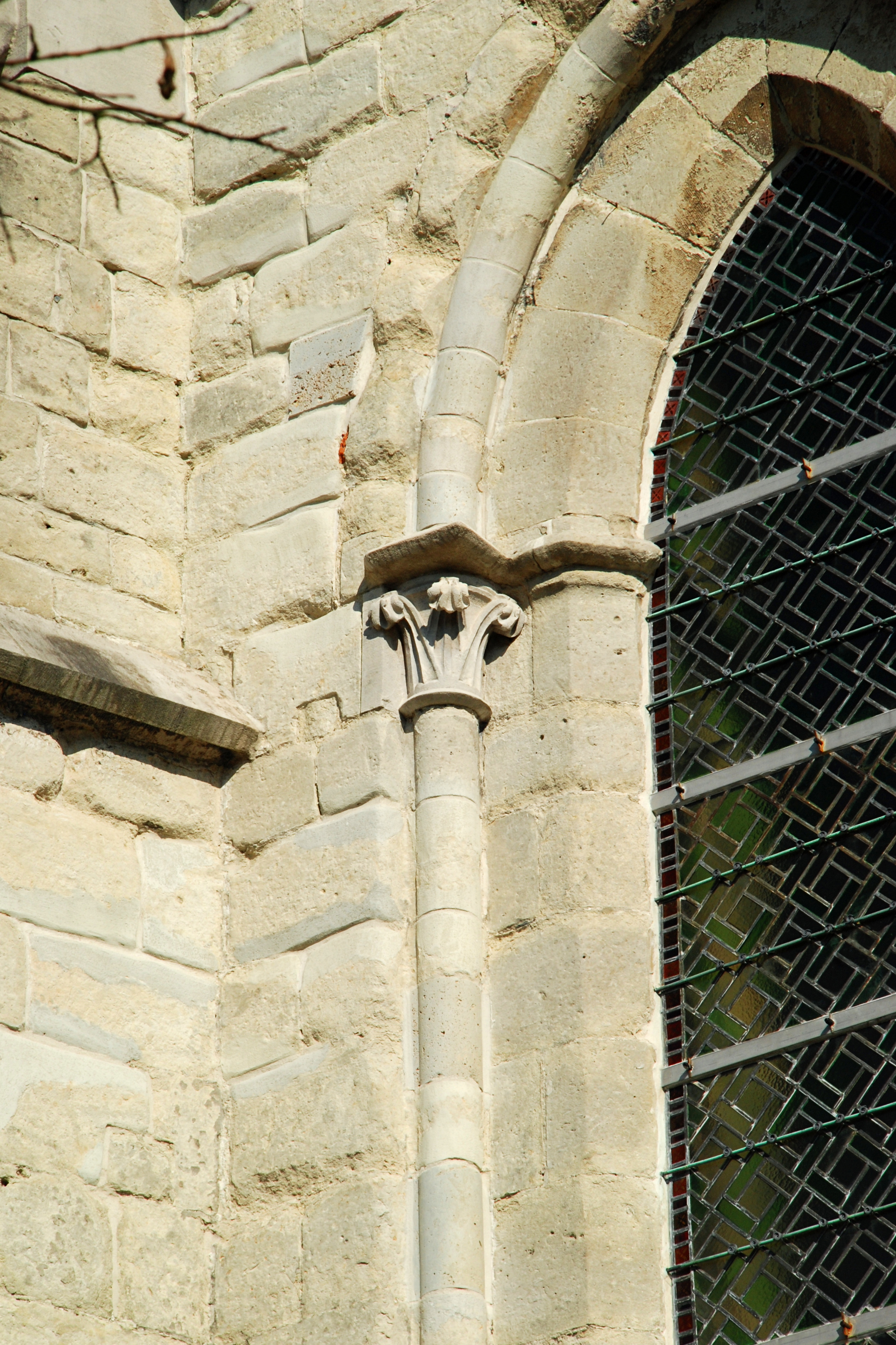
Chapiteau.
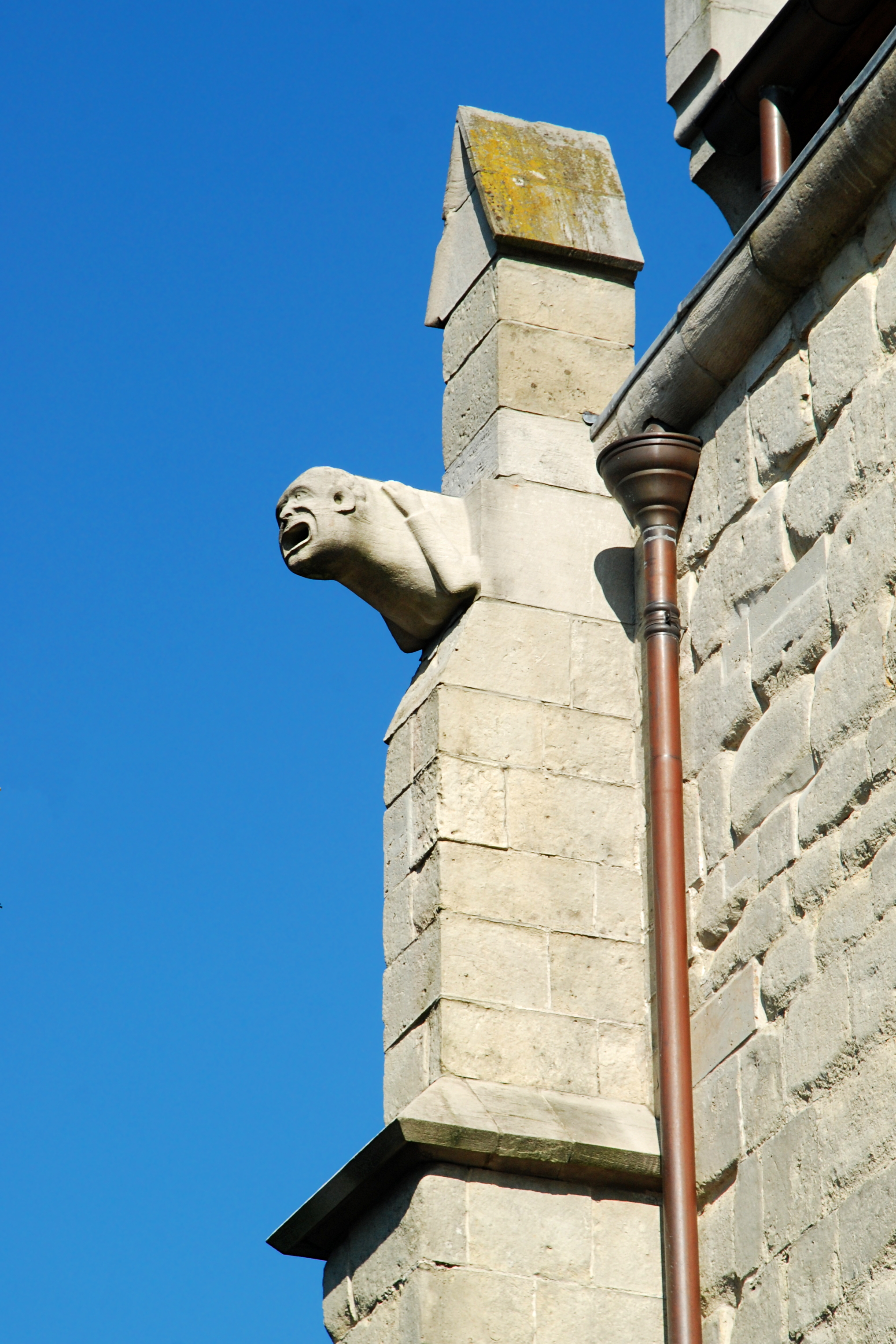
Gargouille.

Le mur occidental du chevet (qui est un mur latéral, vu que le chevet est "orienté" au sud) présente une porte (murée) flanquée de fines colonnettes dont les chapiteaux restaurés portent une archivolte en plein-cintre composée d'une voussure torique, d'une voussure plate et d'un larmier. 
Le chevet est fermé au nord (là ou se trouvaient la croisée du transept et le clocher) par une façade moderne percée d'un portail de style néogothique très richement orné.
On notera qu'il y avait jadis, en prolongement du transept de gauche, une chapelle appelée chapelle Sainte-Barbe, qui était, elle, correctement "orientée".

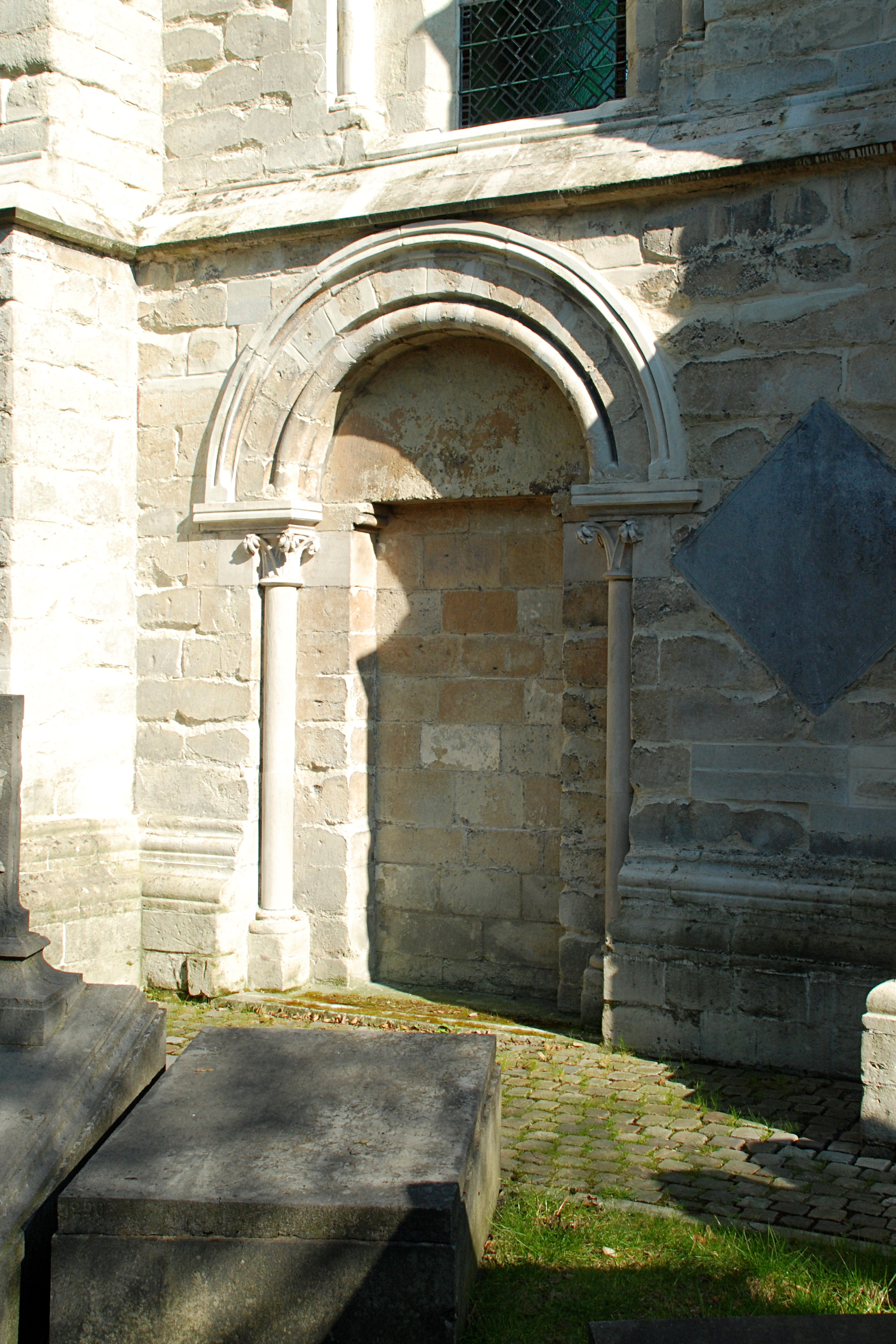
Porte murée.
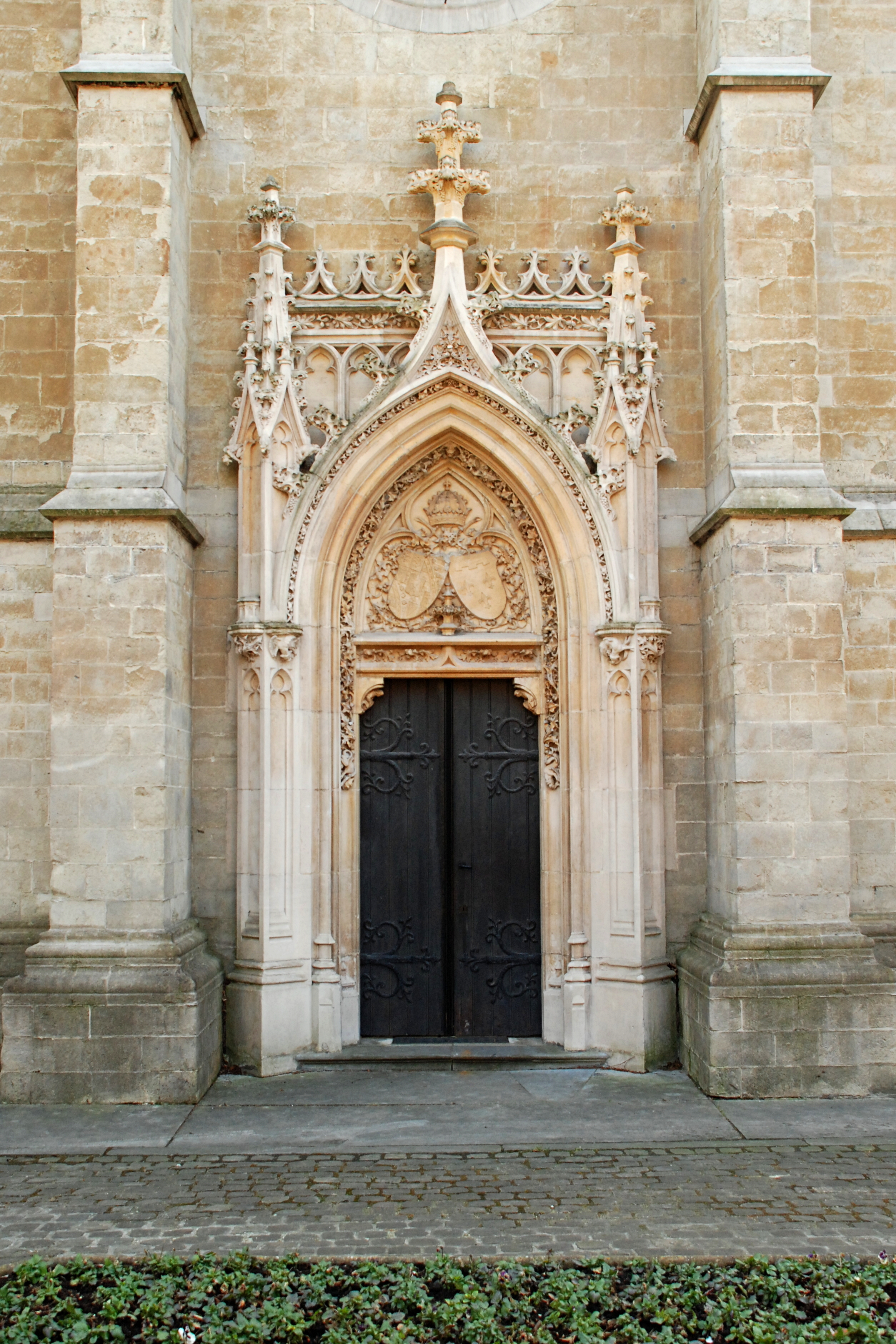
Portail de style néogothique.

## Les abords
Devant le chœur se trouvent une série de tombes. L'une d'elles, la plus simple de toutes, porte le numéro de concession 1485 : c'est la tombe de l'architecte Alphonse Balat, maître du grand architecte Victor Horta, créateur de l'Art nouveau en Belgique.

## Accessibilité
| ___ | Ce site est desservi par la station de métro : Bockstael. |